# Dictyophleba setosa
Espèce
Statut de conservation UICN

 VU B2ab(iii) : Vulnérable
Dictyophleba setosa est une espèce de plantes à fleurs de la famille des Apocynaceae présente en Afrique tropicale.

## Description
C'est une liane grimpante pouvant atteindre 15 m de hauteur. Sa floraison a lieu entre novembre et décembre.

## Répartition
Cette plante se rencontre au Cameroun et au Gabon, depuis le niveau de la mer et jusqu'à 710 m d'altitude. Elle est assez rare, subendémique, et observée principalement au Cameroun, sur huit sites dans la Région du Sud – dont le parc national de Campo-Ma'an – également sur un site au Gabon, dans la province de la Ngounié. Elle pousse dans les forêts sempervirentes des plaines côtières et fluviales.

## Systématique
Le nom correct complet (avec auteur) de ce taxon est Dictyophleba setosa B.de Hoogh (d),.

### Publication originale
- B. de Hoogh, « Dictyophleba Pierre. Series of Revisions of Apocynaceae XXVIII », Bulletin du Jardin botanique national de Belgique, vol. 59, nos 1/2,‎ 30 juin 1989, p. 207-226 (ISSN 0303-9153 et 2034-1946, DOI 10.2307/3668166, JSTOR 3668166).